# Aldus

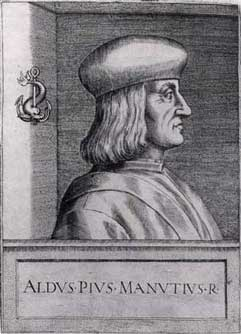
Aldo Manúcio (Aldus Manutius), tipógrafo que inspirou o nome da companhia.

Aldus foi uma empresa produtora de softwares formada em 1985. Seu nome é inspirado no tipógrafo Aldo Manúcio (Aldus Manutius, em latim) assim como seu logotipo, que mostra a face de Aldo formada entre linhas pretas.
Seu maior sucesso foi o Pagemaker, para Macintosh, marco na história da editoração eletrônica que dominou o mercado até meados da década de 1990. Em 1986 a Aldus lançou o seu Pagemaker para PC, mas o Mac continuou sendo de fato a plataforma mais usada para editoração eletrônica, com Adobe Illustrator e Adobe Photoshop, que completavam uma suíte para esta finalidade.
Desenvolveu também o FreeHand, com licença da Altsys. Durante a década de 1990, o concorrente QuarkXPress ganhara terreno do Pagemaker e ficara cada vez mais ímpar à Adobe, que tinha criado o PostScript, vital ao funcionamento do software. Isto se resolveu em setembro de 1994 quando a Aldus se fundiu à Adobe (numa transação em que o FreeHand foi para a Macromedia).
Hoje a Adobe compete com o QuarkXPress usando o Adobe InDesign, substituto do Pagemaker. O FreeHand também pertence agora à Adobe após adquirir a Macromedia em 2005 e aparentemente teve seu desenvolvimento interrompido devido ao Illustrator, software de mesma finalidade e público maior.

## Produtos
- PageMaker
- ColorCentral
- PressWise
- PrintCentral
- PrintReturn
- Python
- TrapWise
- FreeHand
- Gallery Effects
- Persuasion
- PhotoStyler
- TextureMaker
- SuperPaint
- Intellidraw
- After Effects
- Hitchcock
- Fetch
- Digital Darkroom
- Personal Press
- DateBook Pro
- IntelliDraw
- Super3D
- SuperCard
- TouchBase Pro